# Ben Green (Rennfahrer)

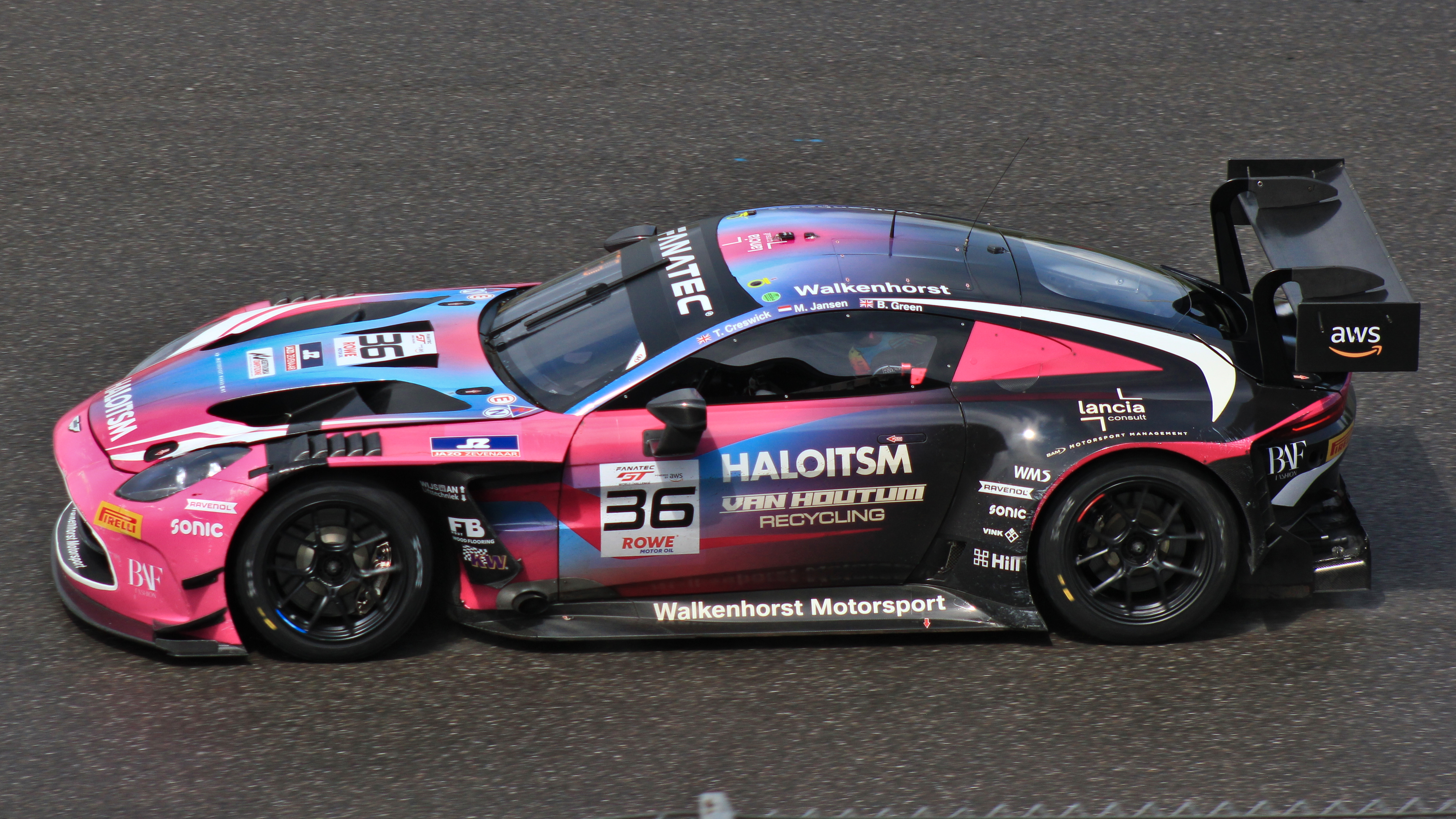
Aston Martin Vantage AMR GT3 Evo, gefahren von Ben Green, Mex Jansen und Tim Creswick während der GT World Challenge Europe 2024

Ben Green (* 2. Februar 1998 in Waltham Abbey) ist ein britischer Automobilrennfahrer.  Seit 2025 tritt er in der DTM an.

## Karriere
Im Jahr 2021 gewann er in einem BMW M4 GT4 für das Team FK Performance Motorsport die DTM Trophy. 
Im darauffolgenden Jahr debütierte er für das Team Schubert Motorsport, ebenfalls in einem BMW M4 GT4, bei den ADAC GT Masters. Im Jahr 2023 startete er im selben Team ebenfalls bei den ADAC GT Masters. Er beendete die Saison, wie bereits im Vorjahr, auf dem 7. Platz der Fahrerwertung. 
Seit 2025 fährt Ben Green für das Team Emil Frey Racing einen Ferrari 296 GT3 in der DTM.

## Statistik

### Einzelergebnisse im ADAC GT Masters
| Saison | Team                | 1    | 2    | 3   | 4   | 5   | 6   | 7   | 8   | 9   | 10  | 11   | 12   | 13  | 14  | Punkte | Rang |
| ------ | ------------------- | ---- | ---- | --- | --- | --- | --- | --- | --- | --- | --- | ---- | ---- | --- | --- | ------ | ---- |
| 2022   | Schubert Motorsport | OSC  | OSC  | RBR | RBR | ZAN | ZAN | NÜR | NÜR | LAU | LAU | SAC  | SAC  | HOC | HOC | 118    | 7.   |
| 2022   | Schubert Motorsport | 11   | 16   | 1   | 1   | 18* | 11  | 10  | 11  | 11  | 9   | 13   | 8    | 7   | 9   | 118    | 7.   |
| 2023   | Schubert Motorsport | HOC1 | HOC1 | NOR | NOR | NÜR | NÜR | SAC | SAC | RBR | RBR | HOC2 | HOC2 |     |     | 136    | 7.   |
| 2023   | Schubert Motorsport | 2    | 4    | 9   | 9   | 8   | 262 | 2   | 4   | 2   | 9   | 7    | DNF  |     |     | 136    | 7.   |

### Einzelergebnisse in der DTM
| Saison | Team             | 1   | 2   | 3   | 4   | 5   | 6   | 7   | 8   | 9   | 10  | 11  | 12  | 13  | 14  | 15  | 16  | Punkte | Rang |
| ------ | ---------------- | --- | --- | --- | --- | --- | --- | --- | --- | --- | --- | --- | --- | --- | --- | --- | --- | ------ | ---- |
| 2025   | Emil Frey Racing | OSC | OSC | LAU | LAU | ZAV | ZAV | NOR | NOR | NÜR | NÜR | SAC | SAC | RBR | RBR | HOC | HOC | 39     | 15.  |
| 2025   | Emil Frey Racing | 18  | 15  | 10  | DNF | 15  | 18  | DNF | 6   | 2   | 15  |     |     |     |     |     |     | 39     | 15.  |

| Legende  | Legende            | Legende                                                          |
| Farbe    | Abkürzung          | Bedeutung                                                        |
| -------- | ------------------ | ---------------------------------------------------------------- |
| Gold     | –                  | Sieg                                                             |
| Silber   | –                  | 2. Platz                                                         |
| Bronze   | –                  | 3. Platz                                                         |
| Grün     | –                  | Platzierung in den Punkten                                       |
| Blau     | –                  | Klassifiziert außerhalb der Punkteränge                          |
| Violett  | DNF                | Rennen nicht beendet (did not finish)                            |
| Violett  | NC                 | nicht klassifiziert (not classified)                             |
| Rot      | DNQ                | nicht qualifiziert (did not qualify)                             |
| Rot      | DNPQ               | in Vorqualifikation gescheitert (did not pre-qualify)            |
| Schwarz  | DSQ                | disqualifiziert (disqualified)                                   |
| Weiß     | DNS                | nicht am Start (did not start)                                   |
| Weiß     | WD                 | zurückgezogen (withdrawn)                                        |
| Hellblau | PO                 | nur am Training teilgenommen (practiced only)                    |
| Hellblau | TD                 | Freitags-Testfahrer (test driver)                                |
| ohne     | DNP                | nicht am Training teilgenommen (did not practice)                |
| ohne     | INJ                | verletzt oder krank (injured)                                    |
| ohne     | EX                 | ausgeschlossen (excluded)                                        |
| ohne     | DNA                | nicht erschienen (did not arrive)                                |
| ohne     | C                  | Rennen abgesagt (cancelled)                                      |
| ohne     | keine WM-Teilnahme |                                                                  |
| sonstige | P/fett             | Pole-Position                                                    |
| sonstige | 1/2/3/4/5/6/7/8    | Punktplatzierung im Sprint-/Qualifikationsrennen                 |
| sonstige | SR/kursiv          | Schnellste Rennrunde                                             |
| sonstige | *                  | nicht im Ziel, aufgrund der zurückgelegten Distanz aber gewertet |
| sonstige | ()                 | Streichresultate                                                 |
| sonstige | unterstrichen      | Führender in der Gesamtwertung                                   |